# 合德縣
合德县，又译“协德县”，是越南广南省下辖的一个县。

## 地理
合德县东接升平縣和仙福县，西接福山县，南接北茶眉县，北接桂山县。

## 历史
1985年12月31日，以升平縣平林社和升福社2社、桂山县桂寿社、桂平社、桂流社和桂新社4社、福山县福嘉社和福茶社2社析置合德县。
1986年1月11日，升福社析置平山社，桂寿社析置新安市镇，合德县莅设在新安市镇。
1990年10月22日，桂新社分设为合和社和合顺社。
1996年11月6日，广南-岘港省分设为广南省和直辖岘港市；合德县划归广南省管辖。
2002年3月21日，福茶社析置泷茶社。
2020年1月10日，新安市镇和桂平社合并为新平市镇。
2024年10月24日，越南国会常务委员会通过决议，自2025年1月1日起，合顺社和合和社合并为桂新社。

## 行政区划
合德县下辖1市镇9社，县莅新平市镇。
- 新平市镇（Thị trấn Tân Bình）
- 平林社（Xã Bình Lâm）
- 平山社（Xã Bình Sơn）
- 福嘉社（Xã Phước Gia）
- 福茶社（Xã Phước Trà）
- 桂流社（Xã Quế Lưu）
- 桂新社（Xã Quế Tân）
- 桂寿社（Xã Quế Thọ）
- 泷茶社（Xã Sông Trà）
- 升福社（Xã Thăng Phước）

## 经济
合德县在外界帮助下，人民生活有了改善，乡村堤防、灌溉系统已经普及。